# Exit Music (For a Film)
«Exit Music (For a Film)» es una canción del grupo Radiohead, escrita exclusivamente para los créditos finales de la película Romeo + Julieta, de 1996. Aunque no fue incluida en la banda sonora de dicha película a petición de Thom Yorke, el tema aparece en OK Computer, uno de los álbumes más aclamados del grupo y de la historia, lanzado en 1997.

## Trasfondo
La canción está inspirada en un momento de la película, cuando Claire Danes (como Julieta) mantiene un arma apuntando a su propia cabeza. Thom Yorke también se influyó por la adaptación de Romeo y Julieta de 1968. "Vi la versión de Zeffirelli cuando tenía 13 años y lloré, porque no podía comprender por qué, la mañana después de que se acostaran juntos, simplemente no escaparon. La canción está escrita para dos personas que deberían haber escapado antes de que toda esa desgracia ocurriera. Una canción personal". El director de la película, Baz Luhrmann, reveló en los comentarios del DVD que creía que la canción era una de las mejores canciones de créditos compuesta nunca.

## Composición
El tema es en su mayoría melancólico y tranquilo, pero llega a un clímax al final cuando entra duramente la percusión comprimida. En las actuaciones en directo, Jonny Greenwood usa una moneda de slide, deslizándola arriba y abajo del mástil de su guitarra, y usando un procesador de eco "Roland Space" para crear los misteriosos sonidos escuchados durante la canción. En la versión de estudio, el ambiente proviene, de hecho, de una grabación de unos niños jugando, reproducida inversamente. Con esta canción la banda usa por primera vez el mellotrón. El bajo "fuzzy", característico de la canción, se debe al pedal de fuzz Shin-ei Companion FY-2.
Esta canción aparece al final del episodio de Father Ted, "Going to America", cuando el padre Kelvin se deprime en el autobús, habiendo previamente curado su depresión al escuchar «Theme from Shaft» de Isaac Hayes.

## Versiones
El pianista de jazz Brad Mehldau versionó esta canción en los volúmenes III y IV de la serie Art of the Trio. Su grabación apareció en la película Unfaithful en 2002. Otras versiones de la canción han sido hechas por Miranda Sex Garden en 2001, Scala & Kolacny Brothers, Vampire Weekend, y Christopher O'Riley en el 2003. En 2016, Ramin Djawadi realizó una versión para el episodio 10 de la primera temporada de la serie de televisión Westworld. Circulan por la red también varias remezclas de la canción. Al mismo tiempo la canción fue utilizada en los créditos finales de After.Life (2009), de Agnieszka Wojtowicz-Vosloo, protagonizada por Liam Neeson y Christina Ricci.

## En la cultura popular
La canción está incluida en los créditos de The Yellow Birds, película bélica estadounidense dirigida por Alexandre Moors y basada en la novela The Yellow Birds, de Kevin Powers. Los protagonistas son Alden Ehrenreich, Tye Sheridan, Jack Huston y Jennifer Aniston. También ha sonado de forma íntegra en los finales de las series Los 100 (capítulo 13 de la temporada 1), Black Mirror (capítulo 3, Shut up and dance de la temporada 3) y Person of Interest (capítulo 23 de la temporada 3). Aparece en el capítulo 7 (El día que sí fue) de la primera temporada de la serie de Netflix The Umbrella Academy. También musicaliza una escena de la película "Unfaithful" de 2002 ("Infidelidad" en Argentina).

## Legado
El músico estadounidense Marilyn Manson dijo en la revista Rolling Stone Magazine que él escapó de un tratamiento psicológico y escuchó «Exit Music» mientras se encontraba al borde de un acantilado, pensando en saltar. Al final, olvidó aquella idea, pues la canción supuestamente le había hecho reflexionar.